# 시미즈 라이
시미즈 라이(일본어: 清水 羅偉, 1999년 4월 28일~)는 일본의 축구 선수이다.

## 구단 경력
그는 2022년 J3리그의 테게바자로 미야자키에 입단했다.